# Лігурійська мова
Це стаття про сучасну мову романської групи; про стародавню мову див. статтю «Лігурська мова».
Ліґурі́йська мо́ва, інколи генуезька мова (lìgure, [ˈliɡyɾe]; zeneize, [zeˈnejze]) — романська мова, якою розмовляють на північному заході Італії в регіоні Лігурія, на півночі Тоскани, в південному П'ємонті (частина провінції Алессандрія), західна частина Емільї-Романьї. В Італії лігурійську мову традиційно вважають одним з говорів італійської мови.

## Поширення
Поза межами Італії говори цієї мови поширені на середземноморському узбережжі Франції від італійського кордону до Ніцци, на Корсиці у місті Боніфачо зберігається генуезький говір лігурійської мови. У Монако поширений монегаський говір, який має статус національної мови і зветься монегаською мовою.
Лігурійською розмовляють у комунах Карлофорте на острові Сан-П'єтро і Калазетта на острові Сан-Антіоко, що розташовані біля берегів Сардинії. У Карлофорте поширена табарканська говірка (tabarchino), оскільки її носії переселилися на Сан-П'єтро з острова Табарка біля узбережжя Тунісу, куди, в свою чергу, вони у ранньому середньовіччі переселилися з Лігурії.

## Говори
Існують такі говори лігурійської мови:
- Генуезький (поширений у Генуї, найпоширеніший з говорів, основа літературного стандарту).
- Монегаський (Монако, має статус мови).
- Інтемельський (Санремо і Вентімілья).
- Ментонський (Мантон, Франція, розглядається як перехідний між інтемельською говіркою і окситанською мовою).
- Брідзький (комуна Ла Бріґ, Франція і комуна Бріґа Альта, Італія).

## Абетка
Лігурійська абетка складається з:
- 6 голосних — a, e, i, o ,u, y;
- 18 приголосних — b, c, ç, d, f, g, h, l, m, n, p, q, r, s, t, v, x, z.
- Майже всі голосні букви можуть мати надбуквенні знаки — умлаут (¨), циркумфлекс (ˆ), акут (ˊ), гравіс (`).